# Edoardo Tortarolo
Edoardo Tortarolo (Turim, 14 de setembro de 1956) é um historiador e escritor italiano, especializado em história moderna e história do Iluminismo.

## Biografia
Depois de se formar no Liceo Classico Cavour, formou-se em Letras em 1980 com uma tese sobre história moderna na Universidade de Torino com Franco Venturi em 1980, com uma tese sobre Filippo Mazzei entre a Europa e a América: 1730-1788 . Ele recebeu seu PhD (I ciclo) em história em 1987 na Universidade de Torino. Desde 1993 é professor associado e desde 2000 é professor titular de História Moderna no Departamento de Humanidades da Universidade Amedeo Avogadro do Piemonte Oriental . Ele é presidente do Comitê Científico da Fundação Luigi Einaudi em Turim

## Trabalhos

### Ensaios
- The Invention of Freedom of the Press. Censorship and Writers in the 18th Century, Springer 2016. [S.l.: s.n.]
- Diesseits und jenseits der Alpen. Deutsche und italienische Kultur im 18. Jahrhundert, Leipziger Universitätsverlag, Leipzig 2011. [S.l.: s.n.]
- L’illuminismo. Dubbi e ragioni della modernità, Carocci, Roma 1999 (ultima ristampa 2011). [S.l.: s.n.]
- La ragione sulla Sprea. Coscienza storica e cultura politica nell'illuminismo berlinese, il Mulino, Bologna 1989. [S.l.: s.n.]
- Illuminismo e rivoluzioni. Biografia politica di Filippo Mazzei, Dipartimento di storia dell'Università di Torino, Angeli, Milano 1987. [S.l.: s.n.]